# Lucero (gruppo musicale)
I Lucero sono un gruppo musicale alternative country statunitense formatosi a Memphis nel 1998.

## Formazione

### Formazione attuale
- Ben Nichols – voce, chitarra (1998-presente)
- Brian Venable – chitarra (2004-presente)
- John C. Stubblefield – basso (1999-presente)
- Roy Berry – batteria (1999-presente)
- Rick Steff – piano, organo (2005-presente)
- Todd Beene – pedal steel guitar (2007-presente)

### Ex componenti
- Jeremy Freeze – basso (1998)
- Shane Callaway – batteria (1998)
- Tod Gill – chitarra (2003-2004)
- Steve Selvidge – chitarra (2003)

## Discografia

### Album in studio
- 2001 – Lucero
- 2002 – Tennessee
- 2003 – That Much Further West
- 2005 – Nobody's Darlings
- 2006 – Rebels, Rogues & Sworn Brothers
- 2009 – 1372 Overton Park
- 2012 – Women & Work
- 2015 – All a Man Should Do
- 2018 – Among the Ghosts
- 2023 - Should I've Learned By Now

### Album dal vivo
- 2005 – Dreaming in America
- 2014 – Live from Atlanta

### Demo
- 1998 – Lucero
- 2000 – The Attic Tapes (ristampato nel 2006)